# Ananteris kalina
Ananteris kalina es una especie de escorpión del género Ananteris, familia Buthidae. Fue descrita científicamente por Ythier en 2018.
Habita en Guyana.